# 高美士街

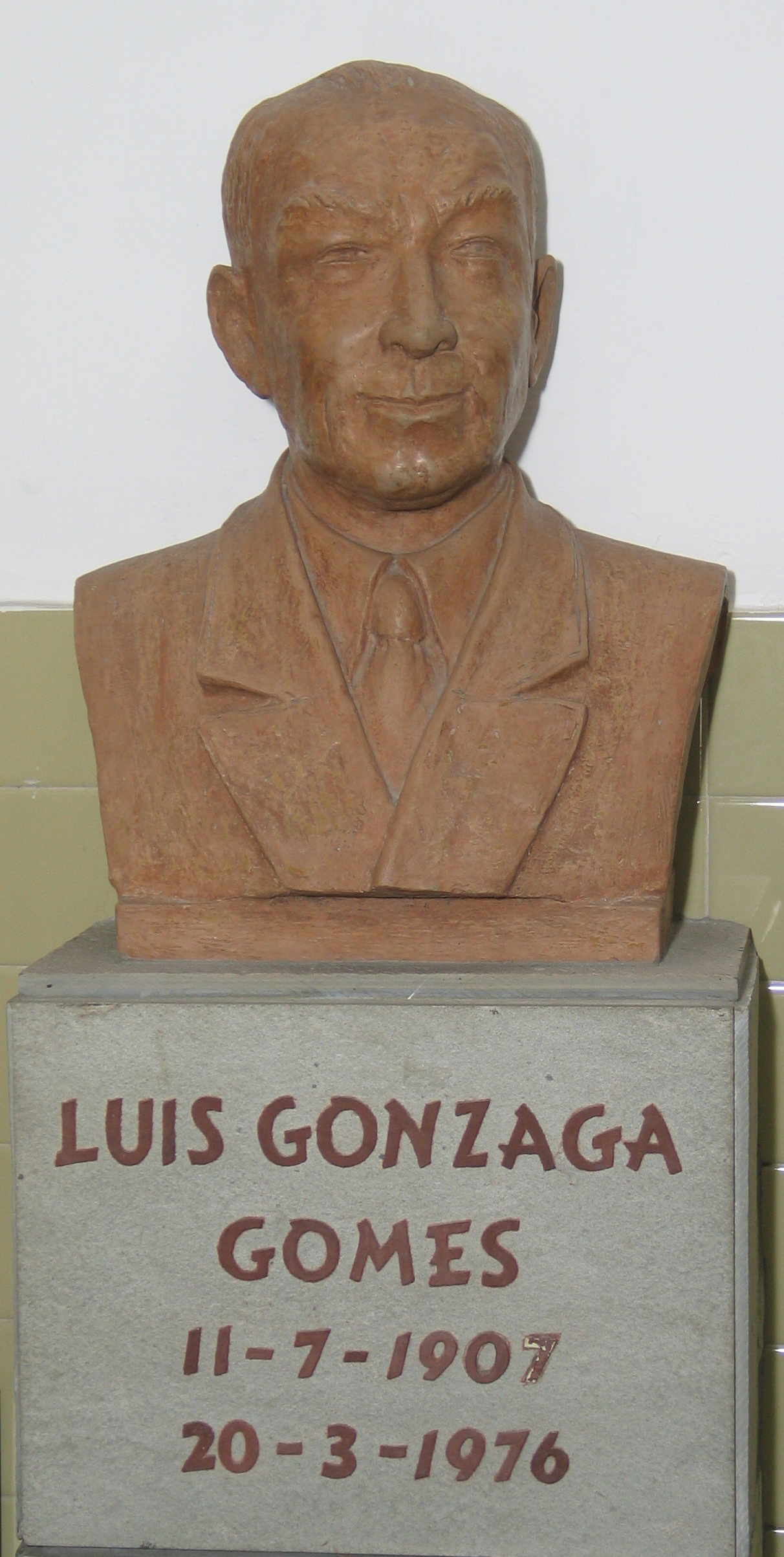
高美士

高美士街，是澳門本地新口岸的一條街道，全長519米，毗鄰金蓮花廣場、澳門理工大學、大賽車博物館、畢士達大馬路及友誼大馬路等。

## 歷史
- 2022年6月20日至6月27日，因應北京街及高美士街鋪路工程，期間有臨時交通安排。[1]